# Fort Scott
Fort Scott – miasto położone w hrabstwie Bourbon.